# 서북학회
서북학회(西北學會)는 대한제국 시기에 결성된 애국계몽운동 계열의 단체로 대한제국 말기인 1908년 1월에 한성부에서 평안도, 황해도, 함경도 출신의 인사들이 조직했다. 기존의 서우학회와 한북흥학회를 통합하여 창설된 단체이다.

## 개요
대한제국 말기인 1908년 1월에 한성부에서 평안도, 황해도, 함경도 출신의 인사들이 조직했다. 기존의 서우학회와 한북흥학회를 통합하여 창설된 단체로 대표적 인물은 항일독립운동을 하였던 안창호, 이갑, 박은식, 이동휘 등이다. 회장은 오상규, 부회장은 정운복이 맡았다.
서우학회(西友學會)는 1906년 평안도·황해도 출신의 지식인이 중심이 되어 대한자강회(大韓自強會)·국민교육회·기독교청년회와 무관·언론인 집단 등을 기반으로 탄생됐던 단체였고 한북흥학회(漢北興學會)는 일명 한북학회(漢北學會)라고도 하는데 1906년(광무 10)에 독립투사 이준(李儁)·오상규(吳相奎)·유진호(兪鎭浩)·이동휘(李東輝) 등이 함경도 출신의 청년들을 중심으로 조직됐던 단체였다.
한북흥학회와 서우학회가 통합하여 서북학회(西北學會)로 계승되면서 기관지도「서북학회월보(西北學會月報)」로 계속 발행되었는데 이때는 통감부의 세력이 강한 시기라 정치 단체를 표방하지 못하고 교육운동을 목적으로 내세웠다. 기관지로 《서북학회월보》를 발행하고, 서북협성학교에 사범과를 두고 애국계몽 운동을 펼치기 위한 교사 양성에 주력했다.
1909년 9월부터 대한협회, 서북학회와 구한말 대표적 친일단체의 일진회가 삼파 연합을 추진하였다. 대한협회는 이완용의 정치적 공백을 틈타 새 내각을 장악하려 했으며, 일진회는 한일 병합 조약 체결을 촉구하면서 이에 소극적인 이완용 내각을 타도하고자 했는데, 여기에서 세 정파의 이해관계가 일치하였다. 일진회는 이완용을 실각시키고 한일 병합을 조속히 실현시키려 했고, 서북학회는 오랜 차별을 받아온 서북 출신의 정치적 세력 확장에 관심이 있었다는 분석이 있지만 삼파 연합은 협상 과정에서 정체성의 문제로 결렬되어 끝내 성사되지 못했다. 1910년에 한일 병합 조약이 체결되고 각종 단체가 강제로 해산되면서 대한협회와 서북학회도 해체되었다.

## 낙원동 교사

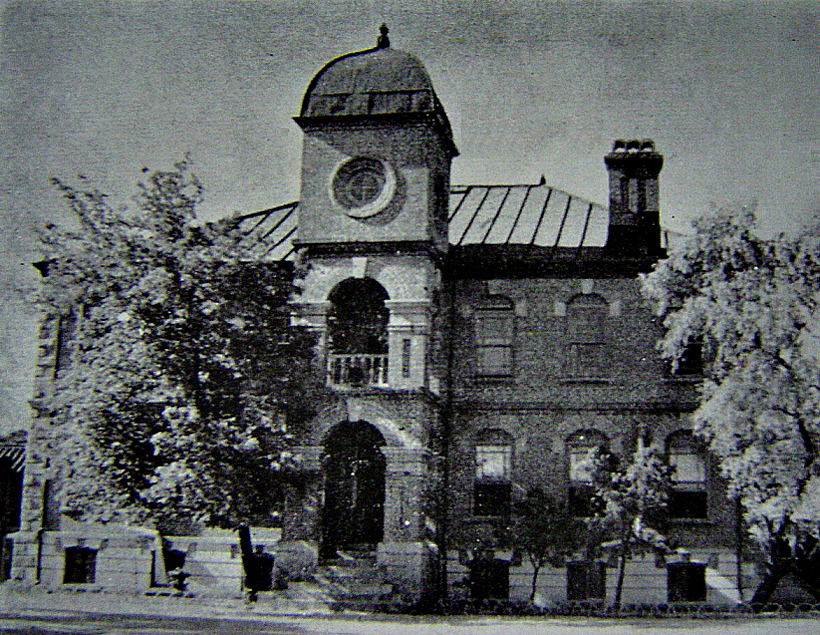
서울 종로구에 있었던 낙원동 교사 모습(1908년 11월 2일 준공, 일명 서북회관)

1908년 서북 출신의 박은식, 이갑, 이동휘, 안창호 등이 서울에서 서북학회를 만들고 모금을 통한 회관 건립을 계획하고 착수하여 33명의 공동 소유로 낙원동 282번지에 건물을 지었다.
건물은 청나라 기술자를 불러들여 지었고 당시에는 보기드문 현대식 건축물이어서 장안의 화제가 되기도 했다. 또한 33명의 이름으로 지어진 것이 이채롭다. 공사기간을 거쳐 1908년 11월 2일에 준공되었다.
낙원동 교사는 3층 양옥이었는데 3층이라지만 1층은 반지하다. 연건평 395평였으니 1886년 서울 중구 정동에 건평 200평 규모의 한식 기와집에서 시작된 초창기 이화학당보다는 훨씬 컸다. 여기서 단국대와 건국대(설립인가 순)가 태동하고 국민대는 설립 기성회의 임시 사무실로 썼다.
이보다 과거로 더 거슬러 올라가면 고려대학교의 전신인 보성전문학교와 서북협성학교도 한 때 이 건물에서 배우고 가르쳤는데 '낙원동 교사'로 불리면서 혜화동 대학로(마로니에 공원)와 더불어 대학가에서 꽤 알려졌던 곳이었다. 서북출신의 서북인을 중심으로 세워진 대학은 단국대, 한양대, 건국대, 경희대(설립인가 순) 등이 있다. 고려대학교 전신의 보성전문학교 설립자(이용익)도 함경북도 명천 출신의 서북인이었다.
참고로 대학50년사를 보면 대학설립의 비사를 어느 정도 살펴볼 수 있는데 광복후 정립한 '민족정기'로 1946년 8월 22일을 서울대학교의 '개교일'로 잡아 지금까지 기념해 오고 있다. 한편 설립 인가서를 기준으로 이화여대가 신청일자가 1946년 6월 24일로 기록된 제1호 인가서를, 연희(연세)대는 1946년 7월 31일부로 기록된 제2호 인가서를 미군정청 학무국으로부터 받았고 고려대는 신청일자가 1946년 8월 5일부로 기록된 제3호 인가서를 받아 8월 15일 종합대학 승격의 법률적 토대를 마련했다는 기록이 남아있다.
이후 동국대가 1946년 9월 20일, 성균관대는 1946년 9월 25일 설립인가를 받았는데 단국대는 1947년 11월 1일에 받았고 숙명여대, 중앙대, 한양대, 국민대가 1948년에 건국대, 홍익대가 1949년에 설립인가서를 받았으며 1949년에 가인가를 받았던 경희대는 1952년에 정식 설립인가를 받았다. (한국대학신문의 광복이후 정규대학 설립인가 현황(1946년~1949년) 참조) 평양에 있다가 폐교되었던 숭실대학은 1954년 4월 15일 당시 대한민국 문교부로부터 정식 설립인가를 받았다.

## 서북협성학교
서북학회는 교육운동을 목표로 삼고, 교사 양성을 위해 서북협성학교에서 사범과를 운영하였다. 평안도와 황해도 출신이 구성한 서우학회가 설립한 서우학교와 함경도 출신의 한북흥학회가 설립한 한북의숙이 전신이다. 두 단체의 통합으로 학교도 통합되면서 서북협성학교라고 명명하고 서북학회가 직접 관리하였다. 서북협성학교는 1905년 11월 1일 이갑, 유동렬, 박은식 등이 서우 사범학교 설립, 1907년 1월 3일 이종호, 김주병, 이준 등 한북의숙 설립, 1908년 11월 2일 경성부 낙원동 282번지에 신축개교, 1908년 11월 3일 서우 사범학교와 한북의숙을 통합 서북 협성학교로 개명, 1910년 10월 1일 경술국치 후 서북학회 해체, 교명을 오성학교로 개명, 1918년 4월 민족적 불온사상의 온상이라는 명목으로 일제에 의해 강제폐교, 1921년 4월 오성강습소로 개교, 1922년 3월 협성학교로 다시 개명, 1939년 4월 1일 화신백화점 박흥식, 재단이사장으로 취임, 1940년 7월 1일 협성학교를 광신상업학교로 개명했다. 1943년 4월 동대문구 회기동 신축교사로 이전하고, 1987년 2월 1일 관악구 신림동 신축교사로 이전하였다. 이후 광신중학교, 광신정보산업고등학교, 광신고등학교의 모체가 되었다.

## 같이 보기
- 태극학회
- 대한협회
- 서북협성학교
- 애국계몽운동
- 국채보상운동